# American Ornithologists' Union
A American Ornithologists' Union (AOU) é uma organização ornitológica dos Estados Unidos. Fundada em setembro de 1883, por Elliott Coues, Joel Asaph Allen y William Brewster, é a maior e mais antiga organização encarregada do estudo de aves no continente americano.
Publica, desde 1884, o periódico científico The Auk. Possui um comitê específico para a padronização do nome das espécies de aves da América do Sul - o South American Classification Committee (SACC) - e da América do Norte - o North American Classification Committee (NACC), na língua inglesa.
A AOU é administrada por um conselho de 12 membros e mais quatro oficiais (presidente, presidente eleito, tesoureiro e secretário), todos eleitos pelos membros da entidade. A maior parte das atividades ornitológicas do AOU é conduzida pelos comitês.
A organização distribui anualmente quatro prêmios, em reconhecimento àqueles que contribuem para o avanço da ornitologia: The William Brewster Memorial Award, The Elliott Coues Award, The Ned K. Johnson Young Investigator Award e The Ralph W. Schreiber Conservation Award. Um prêmio especial também é oferecido pela entidade em reconhecimento a quem tenha prestado serviço à AOU: The Marion Jenkinson AOU Service Award.